# Manifest (Medizin)
Das Fremdwort manifest (lateinisch manifestus „handgreiflich“, „deutlich“) wird in der Medizin mit der Bedeutung „deutlich“ oder „ausgeprägt“ verwendet, vor allem bei Symptomen, die erst nach einer symptomfreien Latenzzeit oder Inkubationszeit auftreten oder deutlich ausgeprägt sind. Das Gegenteil von manifest nennt man latent („verborgen“) oder inapparent („nicht erscheinend“, „nicht sichtbar“).
Von der Manifestation einer Krankheit spricht man, wenn sich Symptome zeigen, die die Krankheit deutlich erkennbar machen.
Beispiele:
- manifeste Hypothyreose
- manifeste Schocksymptomatik
- manifeste Leberzirrhose
- manifeste Depression
- manifester Ileus
- manifester Eisenmangel
- manifester Diabetes mellitus
- manifester Wahn